# 夏尚志
夏尚志（1908年—1990年1月19日），字浩然，曾用名张福生、张福增、夏福生、夏和天，男，吉林镇赉人，中华人民共和国政治人物。曾任第五、六届全国政协委员。

## 生平
夏尚志是吉林省镇赉县五棵树镇人。1918年入私塾。1919年入国民小学读书。1921年入大赉国民高等小学就读。1925年考入齐齐哈尔的黑龙江省第一师范学校，后又入天津南开中学补习。1928年2月入北京弘达学院学习。1928年秋考入中法大学孔德学院预科班。1930年4月参加反帝大同盟，阅读马克思主义书籍。1930年5月加入共产主义青年团，任支部组织委员。1930年11月在共青团北平市委做市内交通工作。
九一八事变后，参加创办东北民众抗日救国会，被选为执委，分工负责与在北平的东北各抗日团体代表的联络和接待工作。1931年11月初，被推举为民众救国会的代表，参加了东北民众抗日救国会与东北留平学生抗日救国会赴京请愿团，到中國國民黨中央黨部请愿。1932年4月代表河北省委与团省委巡视东北工作，与张甲洲、张文藻、张清林、郑炳文、于天放等共六名东北籍抗日青年踏上了打回老家去的战斗征途。1932年6月到巴彦游击队工作。1932年7月初转党。1932年11月，巴彦游击队改编为红三十六军江北独立师（师长张甲洲），被满洲省委任命为第二支队队长。1933年2月到哈尔滨市委任兵运书记，深入到伪满军中发展党组织，先后在伪满军十一旅机枪连、迫击炮连和步兵连建立了3个党支部，党员和积极分子发展到70多人。1933年4月，任双城特支书记。1933年6月回省委工作。1933年8月到大赉县，在大赉师范讲习所发展了5名进步师生组建了党支部。1934年4月满洲省委派其接替被捕的王大聪任奉天特委书记，恢复遭破坏的党组织，先后组建了兵工厂支部、留日军官候补生支部、奉海路支部、监狱支部等4个党支部。1935年1月改称奉天市委任书记。1935年3月调任哈尔滨区委书记。1935年8月调任大连市委书记。1936年10月调任海伦县委书记。1937年“四一五”大逮捕中，海伦县委遭到了严重破坏。1938年到额尔古纳右旗以教书为掩护。1943被日伪当局以“共嫌”拘捕；由于没有证据，1945年1月被假释。
抗战胜利后，1945年9月到沈阳东北局接上关系。程子华向其传达了东北局书记彭真、副书记陈云的指示，1945年10月派任北满第一行政督察专员公署专员，张昭为副专员，率领50名关内老干部和冀热辽军区一个连的兵力从沈阳出发，经郑家屯于10月中旬到白城子，3天内扩军近千人。以白城、大赉为中心，开辟西满根据地，建党建政建军。首先组建洮安县委（石明之任县委书记、郑芥舟任县长，骆子祥、蒋谷峰为县委委员），其次派干部接收了洮南县，亲自率部接收了大赉县、安广县、郭前旗、扶余县，在各地解散维持会、收编清洗治安大队、建立县委与人民政权。
1945年10月底，嫩江省工委派遣从延安来的任志远组建白城地委、白城军分区，并任地委副书记兼军分区政委，夏尚志任军分区司令员兼行署专员。
1945年11月中旬嫩江省工委书记刘锡五、省长于毅夫到白城视差，宣布撤销北满地区第一行政督察专员公署，组建嫩江省白城子专署、中共嫩江省白城子地方委员会、嫩江军区白城子军分区，辖洮安、洮南、镇东、开通、瞻榆、大赉、安广、郭尔罗斯前旗和扶余共9个县（旗），张策任地委书记兼白城子专署专员兼白城子军分区政委，任志远为地委副书记兼军分区副政委，夏尚志为军分区司令员。随后接收了镇东县、开通县，所部发展到7000余人，编为东北人民自治军嫩江（军区）第一纵队，辖3个支队、9个团、另1个骑兵团、1个警卫营、1个炮兵连。
- 第一支队：支队长兼政委程世清。辖前郭、扶余、大赉3个团
- 第二支队：支队长兼政委刘玉堂。辖洮安、镇东、安广3个团
- 第三支队：支队长朱继先、政委于英川。辖洮南、开通、瞻榆3个团。

1945年12月5日起，安广县、开通县、洮南县、大赉县、镇东县先后被叛变的“光复军”占领。12月5日，安广县保安大队叛变，县委书记王超突围牺牲。12月6日，“光复军”占领开通县。1月14日，“国民党先遣军第11师”占领了洮南县。大赉县独立团叛变。土匪柳青波、王奎武部进占了镇东县。在长春国民党专员办事处派遣韩馥到白城一带串联下，12月31日光复军头目王奎武，纠集镇东、安广、洮南等7县光复军万余人攻打白城子。城内独立骑兵团、护路队相继叛变，里应外合。在白城城内激战3天3夜后，1946年1月3日拂晓，白城子军分区部队保护白城子地委、行署和中共洮安县委、县政府人员突围至城北五家户，骑兵团长刘海明在突围中牺牲。1月4日下午，驻白城的苏联军队把七县光复军头目邀请到一起，实施扣押，并向城内的光复军猛烈开火，残余的光复军被迫退出城区。夏尚志集中兵力，在五爷庙（今乌兰浩特）东蒙古人民自治军第一师骑兵的增援下，首先歼灭了城外套保（今到保镇）、青山的光复军，乘胜南攻洮南，与先期于1月28日收复洮南县城的新四军第三师八旅二十二团、洮南支队、东蒙古人民自治军和东北民主联军三师八旅二十二团合会，又联手于2月1日攻克镇东县城，击毙匪首王奎武；随后收复了大赉县、开通县、泰来县、安广县等地。
1946年3月12日，白城子军分区部队改编为西满纵队第二支队，任二支队司令员，政委姚仲廉。1946年6月中旬，任吉江军区第四军分区（洮南军分区）副司令员。1947年8月，四分区撤销，任辽吉军区（后改称辽北军区）副参谋长。1948年11月，转业任辽西省农委副主任兼农业厅厅长，主持创办了4个大型农场、果园和3个种畜场。 
中华人民共和国成立后，1954年任国家计委农林水利局副局长、国家经委水利资源综合利用局局长，青海省计经委主任，中华全国手工业合作总社计划局局长、第二轻工业部计划司司长，1978年1月任轻工业部工艺美术公司顾问（副部级）等职。